# Koninkrijk Cambodja (1953-1970)
Het Koninkrijk Cambodja werd in 1953 onafhankelijk van Frankrijk. Aan het koninkrijk kwam een einde met een staatsgreep op 18 maart 1970 gevolgd door de uitroeping van de Khmerrepubliek op 9 oktober. Pas in 1993 zou het Koninkrijk Cambodja weer worden hersteld. 

## Geschiedenis
Op 9 november 1953 werd Cambodja, dat tot dan toe tot Unie van Indochina had behoord, onafhankelijk van Frankrijk met Norodom Sihanouk als koning. Twee jaar later trad Sihanouk af ten gunste van zijn vader Norodom Suramarit en was Sihanouk diverse malen premier. Na de dood van zijn vader in 1960 werd prins Sihanouk weer staatshoofd. Ondertussen was in 1955 de Vietnamoorlog uitgebroken. De Verenigde Staten drongen erop aan bij Cambodja om de Amerikaanse zijde te kiezen in het conflict, maar Sihanouk probeerde zijn land buiten de oorlog te houden en verkoos een beleid van neutraliteit. In het oosten van het land aan de grens met Zuid-Vietnam zaten echter wel Noord-Vietnamese troepen die Cambodja gebruikten als schuilplaats en voor de toevoer van wapens. De Amerikanen begonnen deze troepen te bombarderen, hetgeen op hevige kritiek kwam te staan van Sihanouk, wat er weer voor zorgde dat Sihanouk werd gezien als een sympathisant van de communisten. 
Dit leidde tot een sterke polarisatie van het politieke spectrum van Cambodja met aan de ene kant de Rode Khmer die van Cambodja een communistische staat wilde maken en aan de andere kant rechtse politici onder leiding van generaal Lon Nol die verlangden naar een pro-Amerikaanser beleid. En het waren deze laatsten die op 18 maart 1970 een staatsgreep pleegden terwijl Sihanouk in Peking zat. Op 9 oktober 1970 riepen zij de Khmerrepubliek uit.

## Premiers
- Penn Nouth (9 november 1953 - 22 november 1953)
- Chan Nak (23 november 1953 - 7 april 1954)
- Norodom Sihanouk (7 april 1954 - 18 april 1954)
- Penn Nouth (18 april 1954 - 26 januari 1955)
- Leng Ngeth (26 januari 1955 - 3 oktober 1955)
- Norodom Sihanouk (3 oktober 1955 - 4 januari 1956)
- Oum Chheang Sun (4 januari 1956 - 29 februari 1956)
- Norodom Sihanouk (1 maart 1956 - 3 april 1956)
- Khim Tit (3 april 1956 - 15 september 1956)
- Norodom Sihanouk (15 september 1956 - 15 oktober 1956)
- Sam Yun (25 oktober 1956 - 9 april 1957)
- Norodom Sihanouk (9 april 1957 - 7 juli 1957)
- Sim Var (26 juli 1957 - 11 januari 1958)
- Ek Yi Oun (11 januari 1958 - 17 januari 1958)
- Penn Nouth (17 januari 1958 - 24 april 1958)
- Sim Var (24 april 1958 - 10 juli 1958)
- Norodom Sihanouk (10 juli 1958 - 19 april 1960)
- Pho Proeung (19 april 1960 - 28 januari 1961)
- Penn Nouth (28 januari 1961 - 17 november 1961)
- Norodom Sihanouk (17 november 1961 - 13 februari 1962)
- Nhiek Tioulong (13 februari 1962 - 6 augustus 1962)
- Chau Sen Cocsal Chhum (6 augustus 1962 - 6 oktober 1962)
- Norodom Kantol (6 oktober 1962 - 25 oktober 1966)
- Lon Nol (25 oktober 1966 - 1 mei 1967)
- Son Sann (1 mei 1967 - 31 januari 1968)
- Penn Nouth (31 januari 1968 - 14 augustus 1969)
- Lon Nol (15 augustus 1969 - 9 oktober 1970)